# Darius Gvildys
Darius Gvildys (* 26. Dezember 1970 in Kaunas) ist ein litauischer Fußballtrainer und früherer -spieler. Aktuell ist er Trainer des FC Stumbras.

## Spielerkarriere
Darius Gvildys spielte als aktiver Fußballer zunächst für Banga Kaunas und gehörte 1993 auch zum Team, als man sich in FBK Kaunas umbenannte und erstmals an der Profiliga A Lyga teilnahm. Jahrelang spielte der Abwehrspieler für den Verein, konnte jedoch keinen nennenswerten Erfolg mit Kaunas erzielen. Ausgerechnet während der beiden Jahre in Russland bei Lokomotive Nischni Nowgorod und Arsenal Tula gelangen Kaunas dann die ersten Meisterschaften. Doch Gvildys blieb der Erfolg nicht verwehrt, da er 2001 zu seinem ehemaligen Verein zurückkehrte und dort bis 2004 zweimal die Meisterschaft und einmal den nationalen Pokal gewann. Bevor sein Team 2004 nochmals das Double gewann, verließ er allerdings den Verein und wechselte zu Liepājas Metalurgs nach Lettland. Bereits zum Ende des Jahres kehrte er jedoch in seine Heimat zurück und ließ seine Karriere bei Sūduva Marijampolė ausklingen.

## Nationalmannschaft
Für die Litauische Fußballnationalmannschaft spielte Darius Gvildys von 1996 bis 1999 in elf Partien.

## Trainerkarriere
Gvildys arbeitete von 2012 bis 2014 als Trainer von Sūduva Marijampolė. Seit Januar 2015 trainiert er den litauischen Erstligaaufsteiger FC Stumbras und führte den Verein aus Kaunas in seiner ersten Saison zum Klassenerhalt.

## Titel
- als Spieler:
  - Litauischer Meister: 2002 und 2003 (mit dem FBK Kaunas)
  - Litauischer Pokalsieger: 2002 (mit dem FBK Kaunas)

| Personendaten    | Personendaten                           |
| ---------------- | --------------------------------------- |
| NAME             | Gvildys, Darius                         |
| KURZBESCHREIBUNG | litauischer Fußballspieler und -trainer |
| GEBURTSDATUM     | 26. Dezember 1970                       |
| GEBURTSORT       | Kaunas                                  |